# Dick May
Dick May (* 3. April 1859 in Algier, Algerien; † 14. August 1925 bei Pralognan, Département Savoie) ist das Pseudonym von Rosalie Jeanne Weill, einer französischen Journalistin und Schriftstellerin.

## Leben
Dick May war eine Tochter des Oberrabbiners von Algier, Michel Aaron Weill (1814–1889) und dessen Ehefrau Henrietta Eva Marx (1826–1919). Mütterlicherseits war die Familie u. a. mit Heinrich Marx und dessen Sohn Karl Marx verwandt. Der Historiker Georges Weill (1865–1944), der Jurist Édouard Weill (1848–vor 1940) und Berthe Weill (1853–1946) waren ihre Geschwister.
1863 verließ die Familie Algerien und ließ sich in Sélestat (Département Bas-Rhin) nieder. Als nach dem Deutsch-Französischen Krieg am 10. Mai 1871 der Friede von Frankfurt unterzeichnet wurde, verließ die Familie Weill zusammen mit vielen Franzosen das Elsass und ließ sich nach einigen Zwischenstationen 1885 in Paris nieder.
Die Familie Weill war sehr konservativ und so konnte Dick May erst nach dem Tod ihres Vaters 1889 einen Beruf ergreifen. Sie wurde 1889 für einige Jahre die Sekretärin des Juristen Pierre de Chambrun (1865–1954). Ab dieser Zeit begann sie auch in den Feuilletons der verschiedensten Zeitungen und Zeitschriften wie L’Illustration, Le Temps, Journal des débats, La Liberté oder La Revue Blanche zu veröffentlichen. Ihren ersten Roman, der schon einige Jahre zuvor entstanden war, erschien mit Unterstützung von Calmann Lévy (1819–1891) in dessen Verlag.
1895 gründete Dick May in Paris zusammen mit dem Soziologen Théophile Funck-Brentano (1830–1966) und dem Juristen Pierre du Maroussem (1862–1936) das Collège libre des sciences sociales. Vier Jahre war May maßgeblich daran beteiligt, das Collège in die École de journalisme umzuwandeln und den Schwerpunkt Journalismus zu etablieren. 
Während des Ersten Weltkriegs unterstützte Dick May Waisenhäuser in und um Paris journalistisch und arbeitete auch selbst in den Waisenhäusern mit. Nach dem Friedensvertrag von Versailles im Mai 1919 kehrte sie an ihre Schule zurück. Dick May starb mit 66 Jahren bei einem Unfall während einer Bergwanderung bei Pralognan im August 1925. Ihre letzte Ruhestätte fand sie im Familiengrab auf dem Friedhof Père-Lachaise (Div. 96).

## Werke (Auswahl)
- L’Alouette. Roman. Éd. de la Revue Blanche, Paris 1898.
- L’affaire Allard et le cas Georges Arrel. Calmann Lévy, Paris 1892.
  - Deutsch: Unheimliche Geschichten. Der Fall Allard. Klara Sturms Tagebuch (= Engelhorns allgemeine Romanbibliothek; 10/12). Engelhorn, Stuttgart 1894 (übersetzt von Paul Lindau).